# Élida L'Astorina
Élida L'Astorina Sigmaringa Seixas (Rio de Janeiro, 1º de fevereiro de 1959) é uma atriz e dubladora brasileira. Com raízes italianas, trabalhou primariamente em televisão antes de engravidar de sua filha Sabrina — que também virou atriz — em 1992, quando decidiu tentar a dublagem seguindo sugestões de amigos. Na dublagem, onde chegou a se tornar diretora do estúdio Audio News, é mais conhecida por ser a voz habitual de Jennifer Aniston.

## Filmografia

### Televisão
| Ano  | Título                | Papel                                     |
| ---- | --------------------- | ----------------------------------------- |
| 2011 | Aquele Beijo          |                                           |
| 2010 | Ti Ti Ti              | Cliente de Jacques Leclair (participação) |
| 2008 | Negócio da China      | Vera                                      |
| 2004 | Brava Gente           | Onesífora                                 |
| 2003 | Chocolate com Pimenta | Paula (participação)                      |
| 1992 | Anos Rebeldes         | Ângela                                    |
| 1988 | Os Trapalhões         |                                           |
| 1984 | Livre para Voar       | Tuca                                      |
| 1983 | Pão Pão, Beijo Beijo  | Duda                                      |
| 1981 | O Amor É Nosso        | Charlene                                  |
| 1980 | Marina                | Vera                                      |
| 1978 | Pecado Rasgado        | Aninha                                    |

### Cinema
| Ano  | Título                         |
| ---- | ------------------------------ |
| 1977 | A Árvore dos Sexos             |
| 1977 | O Garanhão no Lago das Virgens |

## Teatro
| Ano  | Título                                   |
| ---- | ---------------------------------------- |
| 2007 | O Diabo Veste Saara                      |
| 2006 | Loja de Brinquedos                       |
| 2005 | Sinatra, Olhos Azuis                     |
| 2003 | O Dia em Que Alfredo Virou a Mão         |
| 2002 | Ladrão Que Rouba Ladrão                  |
| 2001 | Um Pijama para Seis                      |
| 1998 | Allan Kardec, Um Olhar para a Eternidade |
| 1994 | Dom Quixote e Sancho Pança               |
| 1992 | Flicts                                   |
| 1991 | A Sereiazinha                            |
| 1990 | Cinderela                                |
| 1984 | A Incrível Viagem                        |
| 1983 | A Tocha na América                       |
| 1982 | Band Age                                 |
| 1979 | Jorginho Machão                          |